# Parc d'Olèrdola
El Parc d'Olèrdola és un dels 14 espais naturals que forma part de la Xarxa de Parcs Naturals protegits, promoguts i gestionats per la Diputació de Barcelona. L'Àrea d'Espais Naturals i Infraestructura Verda de la Diputació de Barcelona el coordina, amb l'objectiu de fer compatibles els seus valors biològics i culturals amb les activitats socioeconòmiques dels seus habitants, i de posar a disposició de la societat un marc idoni per a les activitats de lleure, educació ambiental i recerca.

## Situació i accessos
El Parc està situat als darrers contraforts del massís del Garraf, al sector comprès entre la riera de Vilafranca i el puig de l'Àliga, a la partió entre les comarques de l'Alt Penedès i el Garraf. Té una superfície protegida de 608 ha, que integren part dels municipis d'Olèrdola (Alt Penedès) i Canyelles (Garraf).
El Parc presenta una morfologia i un paisatge equiparables als del seu entorn geogràfic. El relleu és relativament suau, alterat, però, per la presència de penya-segats i cingleres. La plataforma rocosa central assoleix els 358 m d'altitud al seu punt més alt, la Talaia.
El caràcter singular del Parc es deu, en gran part, a la presència de nombrosos elements arquitectònics i arqueològics. El nucli principal d'aquest valuós patrimoni el constitueix el Conjunt històric d'Olèrdola, que dona nom al Parc.
El Parc d'Olèrdola està emparat legalment pel pla especial promogut per la Diputació de Barcelona, i aprovat per la Generalitat de Catalunya l'any 1992.
|

## Vegetació
La vegetació de la zona estudiada es veu molt afectada pel règim de pluges i, per tant, les espècies que hi creixen espontàniament han d'afrontar un període de sequera estival que pot arribar a ser molt dur. Per aquesta raó, les plantes que hi viuen presenten adaptacions per tal d'evitar pèrdues excessives d'aigua. Durant aquesta època seca i amb un clima mediterrani, el creixement és lent, especialment el dels arbres, i, per tant, la producció de fusta és baixa.

## Fauna
Les dures condicions ambientals com la gran insolació, la manca d'aigua, l'escassa vegetació i el relleu abrupte, no permeten que hi visqui una fauna rica i exuberant. Tanmateix, aquest mateix factor és el que dona interès a l'original fauna que hi viu, ja que està formada per espècies adaptades a aquestes peculiars condicions.
La confluència d'ambients ecològics -transició entre l'alzinar i la màquia de garric i margalló- es reflecteix també en la fauna herpetològica (molt sensible a aquests canvis) de forma que podem trobar espècies de caràcter termòfil i procedència nord-africana com la serp de ferradura i l'escurçó ibèric juntament amb d'altres de caràcter centreeuropeu com la salamandra i la noia. Finalment, el gran desenvolupament del sistema càrstic ha permès la formació d'una interessant vida cavernícola, fins al punt que trobem espècies endèmiques úniques al món.

## Patrimoni construït

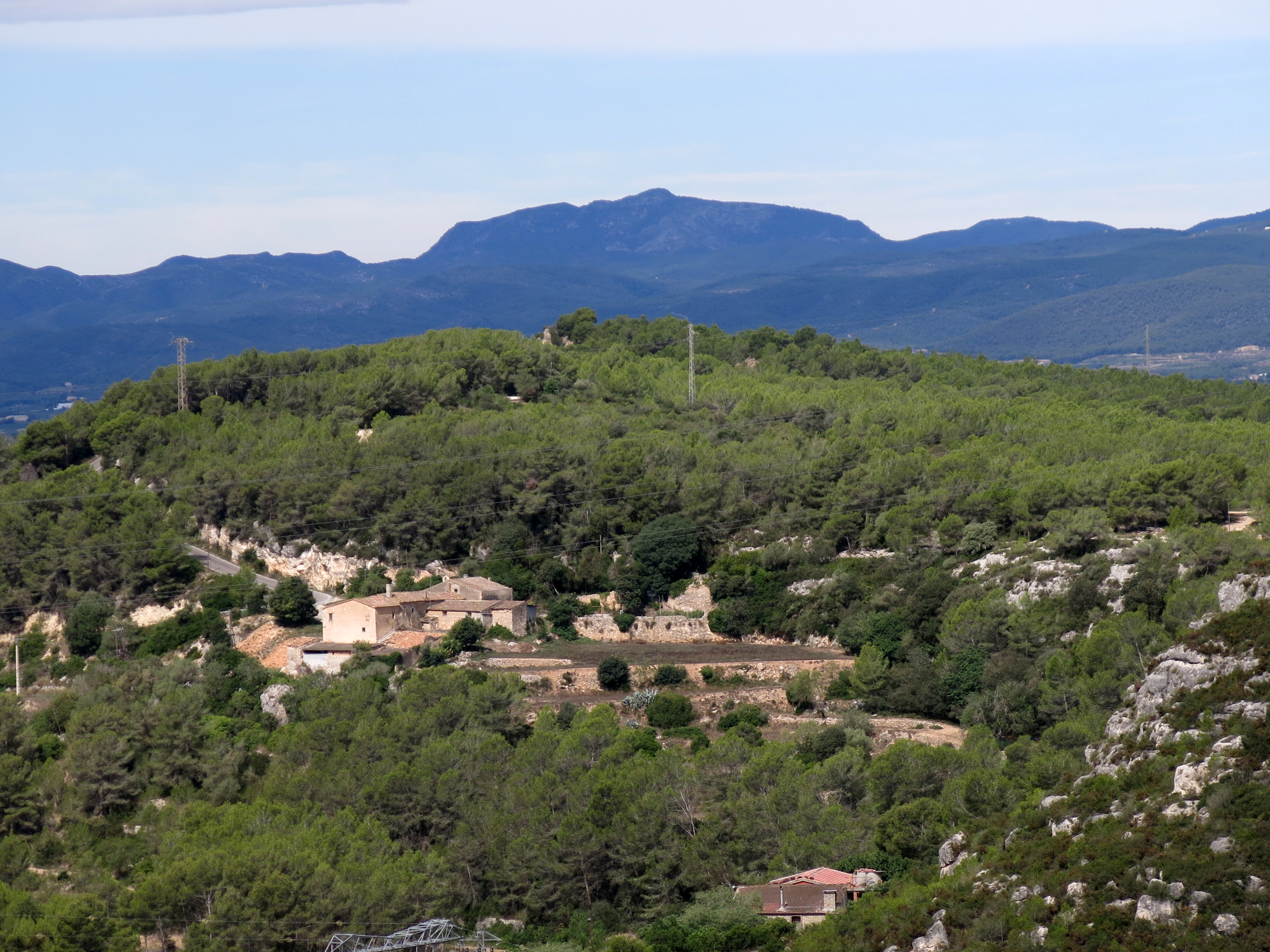
Can Castellví, amb la serra del Montmell al fons

Un dels elements més rellevats dins de l'àmbit del Pla especial de protecció del medi físic i del paisatge de l'espai natural d'Olèrdola és l'elevada densitat i interès del patrimoni arqueològic i arquitectònic que s'hi troba. A més del conjunt central, del qual rep el nom tant el Pla especial com un dels municipis que l'integren, arreu d'aquest àmbit geogràfic es localitzen restes i estructures que palesen la llarga ocupació de l'home sobre aquest territori.
Actualment, tant els elements del patrimoni arquitectònic com els jaciments arqueològics coneguts a la zona resten inventariats i alguns d'ells, a més, protegits per la preceptiva declaració de Béns d'Interès Cultural.
Les restes i jaciments coneguts es divideixen en tres grups segons el seu grau de protecció:
- Inventari dels Béns d'Interès Cultural (BIC)
- Inventari dels jaciments arqueològics coneguts i no qualificats com a BIC
- Altres construccions d'interès

## Paisatge
El Parc d'Olèrdola, paisatgísticament poc diferenciat del seu entorn, abasta un territori personalitzat que es podria definir com la conca visual que envolta el conjunt monumental d'Olèrdola. El paisatge d'Olèrdola es caracteritza pel seu marcat caràcter mediterrani i per ser el testimoni d'una llarga relació entre l'home i el medi. Com al massís del Garraf, la presència del margalló i el predomini de la roca calcària configuren el caire àrid d'aquestes terres. L'accentuada sequera estival i la baixa capacitat de retenció d'aigua dels sòls calcaris condicionen el desenvolupament de la vegetació.
El paisatge vegetal d'Olèrdola és un mosaic de pinedes de pi blanc, formacions arbustives baixes, prats secs, vinyes i alguns conreus de secà. Hi predominen els vegetals de fulla petita i dura, adaptats a viure en ambients secs i sòls pobres. Els incendis forestals i la dilatada ocupació humana són factors que han tingut una forta incidència des de fa milers d'anys i que cal tenir en compte per comprendre l'evolució i l'estat actual dels paisatges i els sistemes naturals a l'àrea d'Olèrdola.
La vinya, com a conreu més estès, s'ha anat reduint considerablement per la dificultat d'emprar maquinària als vessants terraplenats amb marges de pedra. Les estretes feixes no conreades són progressivament ocupades per la vegetació natural. Tot i això, el cultiu de la vinya ocupa encara una part dels terrenys planers de les valls.

## Activitats econòmiques
El Conjunt històric d'Olèrdola és el principal focus d'atracció de visitants al parc. Sense generar una activitat econòmica directa, és una peça important dels itineraris culturals i naturalístics de la zona.
El bosc cobreix part de l'orografia irregular del seu territori, encara que no s'explota d'una forma productiva. Aprofitant les feixes i els marges, hi han ubicades petites explotacions agràries familiars dedicades al conreu de la vinya i als arbres fruiters.

## Rutes a peu
El parc permet alguns itineraris com per exemple:
- El GR 92-3 (la Clota - Castellet), que és una variant del GR 92
- La ruta de l'Aigua i el Vi, que transcorre per les poblacions de Moja, Sant Miquel d'Olèrdola i Viladellops, i creua el parc pel fondo de la Seguera.